# شيعة أصولية
الأصولية هي التيار السائد بين الشيعة الإثني عشرية في العصر الحديث، أبرز سمات الأصولية الاعتماد على مراجع التقليد في المسائل الفقهية، ومصادر التشريع عند الأصوليين هم أربعة: القرآن والسنة والإجماع والعقل، ولكن أغلب اعتمادهم هو علی القرآن والروايات والأحاديث الواردة في الكتب الأربعة، وقلّما يثبت عندهم حكم بالدليل العقلي، أو الإجماع.

## التاريخ
إنّ أهم ما شغل العلماء الإمامية في بداية عصر الغيبة هو البحث عن الدليل عند استنباط الحكم الشرعي نظراً لوقوع الحوادث والمستجدات.
فبذل العلماء جهودهم وسنّوا قواعد يستمدون منها أحكامهم الشرعية ويستندون إليها في أقضيتهم وحوادثهم حتي انشأت المدرسة الأصولية.
وامّا أركان هذه المدرسة، أربعة فقهاء، حيث عرضوا أربعة كتب مستقلة في أصول الفقه:
1. الشيخ المفيد (ت 413هـ-1022م) في «رسالته الأصولية» قام بإعادة تأسيس المعارف الإمامية، وتأصيل أصول التفريع الفقهي، وذلك بعد أقل من قرن كامل على الغيبة الكبرى. يعدّ كتابه أوّل كتاب مسقل يتناول علم الاصول الفقه عند الإمامية.
2. ثم قام السيد المرتضى (ت 440هـ-1048م) في كتابه «الذريعة إلى أصول الشريعة» بتفصيل المباحث الأصولية التي عرّفها الشيخ مفيد وذلك للتشويش الذي ظهر في عصره. وذكر في مقدمته أن هذا الكتاب منقطع النظير في إحاطته بالاتجاهات الاصولية.[1]
3. ثم قام الشيخ الطوسي (ت 460هـ-1068م) بتطوير المدرسة الاجتهادية وبدأ بممارسة الكتابة فكتب كتاب «عدة الاصول» وميّز فيه البحوث الأصولية عن الفقهية. وقد جعل مصادر الاستنباط وأدلّة الفقه أربعة: الكتاب، والسنّة، والإجماع، والعقل.
4. وفي القرن العاشر دخل الاجتهاد عند مدرسة الاصولية مرحلة جديدة على يد المحقق الأردبيلي (ت 993هـ-1585م)، حيث يظهر الاتجاه العقلي بصورة واضحة في مجال الفقه الاجتهادي، ويتم تأكيد عملية تربيع مصادر الأحكام في المدرسة الأصولية.[2]

وفي العصر الحاضر تعد المدرسة الأصولية من أكبر المدارس الشيعية ويُنسب إليها أهم الحوزات، منها حوزتي النجف في العراق وحوزة قم في إيران،
وأكثر علماء الشيعة المعاصرين تنتمي لهذه المدرسة، منهم علي السيستاني وعلي الخامنئي محمد حسين فضل الله وجواد التبريزي وفاضل اللنكراني مكارم الشيرازي وغيرهم.

## أدلة التشريع
وأمّا مصادر التشريع عند الأصوليين هم أربعة: 1- القرآن 2- السنة 3- الإجماع 4- العقل.
القرآن:
القرآن الكريم يضمن أسس التشريع الإسلامي وهو يتميّز عن باقي المصادر بقطعية صدوره من الله وعدم إمكان التشكيك فيه. فيستنبط من ظاهر القرآن أو من صريحه أو فحواه أو دليله أو معناه
كحجة.
السنة: وإمّا السنة المقطوع بها من الأخبار المتواترة أوالأخبار التي تقترن اليها القرائن التي تدلّ على صحتها.
الإجماع: انما الإجماع يكون حجة إذا كان كاشفاً عن قول الائمة، أو فعله أو تقريره، ويجب ان يكون هناك اتفاق تعبّدي بين جميع الفقهاء إذا ما كان هناك دليل آخر من كتاب أو سنة يمكن الاستدلال به، فان الإجماع في هذه الحالة يكشف عن امضاء المعصوم وموافقته، وإلا فالاجماع المدركي أو محتمل المدركية ليس حجة.

العقل: المراد من الدليل العقلي هو حكم عقلي يتوصل به إلى الحكم الشرعي، وينتقل من العلم بالحكم العقلي إلى الحكم الشرعي.
وليس معنى ذلك إطلاق سراحه في جميع المجالات بحيث يُستغنى به عن الشرع، بل للعقل مجالات خاصة لا يصلح له الكشف إلاّ فيها.

## التقليد
الاجتهاد هو منهج المدرسة الاصولية لاستنباط الاحكام الدينية والمقصود منه هو بذل الجهد الفكري واستخدام قوّة العقل في فهم آيات القرآن ومقاصده وعلى أساس ذلك الناس يصنفون في زمن الغيبة إلى‌ صنفين: مجتهد ومقلد، المجتهد هو الذي يصل إلى رتبة علمية كي يصبح مؤهلاً لتحديد الأحكام الشرعية وبيانها استناداً إلى القرآن والأحاديث. والمقلد هو الذي
يقلد أحد المجتهدين ويعمل بفتاواه في الحكم الشرعي الفقهي فقط.